# Notre-Dame (Stany Zjednoczone)
Notre-Dame – miejscowość spisowa w Stanach Zjednoczonych, w stanie Indiana, w hrabstwie St. Joseph.